# 始関正光
始関 正光（しせき まさみつ、1957年10月25日 - ）は、日本の裁判官、法務官僚。法務省民事法制管理官、法務省大臣官房審議官、名古屋高等裁判所部総括判事等を経て、岐阜地方裁判所長。退官後、東京経済大学現代法学部教授。

## 人物・経歴
千葉県出身。神戸市育ち。1980年関西大学法学部法律学科卒業。1984年大阪地方裁判所民事第11部判事補任官。1986年山形地方裁判所・山形家庭裁判所民事部・刑事部判事補。1989年東京地方裁判所民事第11部特例判事補。
1990年法務省民事局付検事。1999年法務省民事局参事官。2002年法務省大臣官房参事官（民事担当）。2003年法務省民事局民事法制管理官。2008年法務省大臣官房審議官（民事局担当）。
2009年東京高等裁判所判事。2011年東京地方裁判所部総括判事。2014年横浜地方裁判所民事第2部部総括判事。2015年横浜地方裁判所川崎支部長。2017年津地方裁判所長。
2018年名古屋高等裁判所民事第3部部総括判事。2021年岐阜地方裁判所長、岐阜家庭裁判所長。2022年定年退官。2023年東京経済大学現代法学部教授。専門は民法、商法、民事訴訟法、会社法。趣味は登山、スキー、音楽鑑賞。

## 裁判
- 迷惑防止条例違反容疑で逮捕された男性が、Googleに自己の逮捕情報に関する検索結果を削除するよう仮処分を求めた事件で、無名の一市民の過去の逮捕歴はすでに公共の関心事ではないとして、仮処分決定認可の決定を行った[16]。
- 「新判例をつくるつもりだ」とした上で、いわゆる「枕営業」について、既婚者と性行為を行った場合でも、妻への不法行為にはあたらないとした[17]。

## 編著
- 『一問一答個人再生手続 : 平成12年民事再生法改正の解説』商事法務研究会 2001年
- 『株券不発行制度電子公告制度中間試案に対する各界意見の分析』商事法務 2003年
- 『Q&A平成14年改正商法』商事法務 2003年
- 『Q&A平成16年改正会社法 : 電子公告・株券不発行制度』商事法務 2005年
- 『一問一答電子記録債権法』商事法務 2008年
- 『株券電子化 : その実務と移行のすべて』金融財政事情研究会 2008年